# Harrington (Québec)
Pour les articles homonymes, voir Harrington.
Ne doit pas être confondu avec Harrington Harbour.
Harrington est une municipalité de canton située dans Argenteuil, dans les Laurentides, au Québec (Canada),.

## Histoire
La dénomination Harrington figure dès 1795 sur la carte de Gale et Duberger. Le nom évoque probablement un lieu en Angleterre. Les premiers pionniers écossais s'implantent dans les années 1830 dans l'est du territoire, dans le secteur de Lost River, où les terres sont de meilleure qualité. La municipalité est instituée en 1855 sous son nom actuel. Le bureau de poste est appelé Rivington entre 1878 et 1961. 

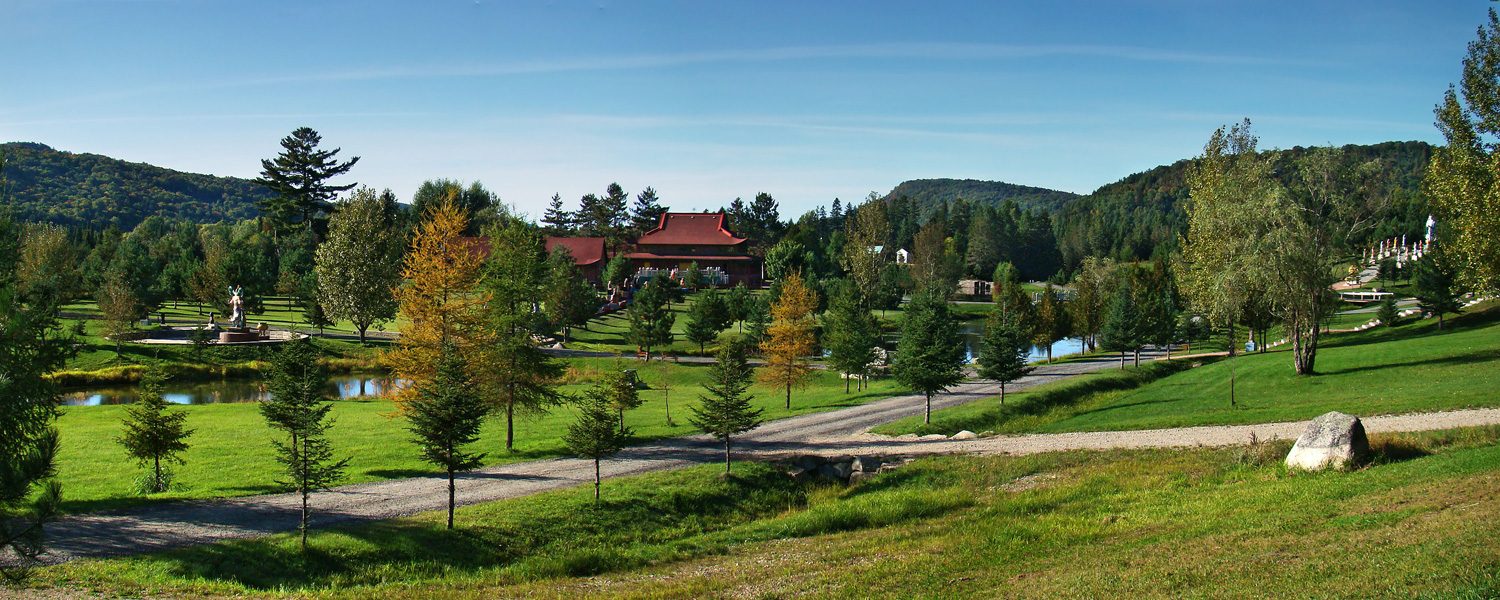
Monastère Bouddhiste de Tam Bao Son dans le canton d'Harrington

## Géographie
Située à 40 km au nord-ouest de Lachute, Harrington prend la forme d'un rectangle inséré entre les municipalités de Notre-Dame-de-Bonsecours et Québec à l'ouest, Huberdeau, Arundel et Montcalm au nord, Wentworth-Nord à l'est et Grenville-sur-la-Rouge au sud. La municipalité de Harrington couvre une superficie totale de 249,48 km2 dont 232,93 km2 terrestres et 16,55 km2 en eau. Harrington présente un paysage typique des Laurentides, couvert de lacs, de rivières et de forêts denses. La rivière Rouge serpente à travers le territoire pour aller se jeter dans la rivière des Outaouais plus au sud.  
Son territoire comprend le village de Lost River.

### Hydrographie
La rivière Rouge traverse la municipalité du nord-ouest vers le sud-ouest.
La rivière Maskinongé coule vers le sud-est jusqu'à sa confluence avec la rivière Rouge dans le sud-ouest.
À partir du Grand lac MacDonald, dans le nord-est de la municipalité, la rivière Beaven coule vers le nord.
La rivière Perdue, qui coule vers l'ouest, traverse l'est de la municipalité jusqu'à son embouchure dans le Petit lac MacDonald.

## Démographie
| 1991 | 1996 | 2001 | 2006 | 2011 | 2016 | 2021 |
| ---- | ---- | ---- | ---- | ---- | ---- | ---- |
| 729  | 730  | 785  | 777  | 853  | 846  | 891  |

## Administration
Les élections du maire et des conseillers municipaux se font aux quatre ans à date fixe et sans division territoriale. À l'élection de 2013, le maire Jacques Parent, en poste depuis 2012, est réélu sans opposition. 
|             | 2009–2013                                                                                     | 2013–2017                                                                                                   |
| Maire       | Keith Robson (2009–2012) Jacques Parent (2012–)                                               | Jacques Parent                                                                                              |
| Conseillers | Peter Burkhardt Mariette Chasles Maria Di Placido Joan Field Richard Francoeur Rudolf Wiegand | Peter Burkhardt Sarah Dwyer Richard Francoeur Brian Hudgin Gabrielle Parr Chantal Scapino (Maire suppléant) |

Aux fins de représentation politique nationale, Harrington fait partie de la circonscription électorale d'Argenteuil à l'Assemblée nationale du Québec, et à la circonscription d'Argenteuil—Papineau—Mirabel à la Chambre des communes du Canada.
| Harrington Maires depuis 2001                                                                                        |                   |                       |          |
| Élection | Maire             | Qualité               | Résultat |
| 2001 | Ellen Lakoff      |                       | Voir     |
| 2005 | Ellen Lakoff      | Voir                  |          |
| 2009 | Keith Robson      |                       | Voir     |
| 2012 | Jacques Parent    |                       | Voir     |
| 2013 | Jacques Parent    | Voir                  |          |
| 2017 | Jacques Parent    | Voir                  |          |
| 2021 | Pierre Richard    | Démission             | Voir     |
| oct. 2022 | Richard Francoeur | Maire suppléant       | Voir     |
| mars 2023 | Gabrielle Parr    | Conseillère 2013-2021 | Voir     |
| Élection partielle en italique Depuis 2005, les élections sont simultanées dans toutes les municipalités québécoises |                   |                       |          |

## Éducation
La Commission scolaire Sir Wilfrid Laurier administre les écoles anglophones:
- École primaire Arundel (une partie) à Arundel[10]
- École primaire Laurentian (une partie) à Lachute[11]
- École primaire Grenville (une partie) à Grenville[12]
- École secondaire Laurentian Regional (en) (toutes parties) à Lachute[13]